# 廣瀬典昭
廣瀬 典昭（ひろせ のりあき、1945年（昭和20年）7月30日 - ）は、日本の土木工学者、実業家。

## 経歴
静岡県浜松市出身。静岡県立浜松北高等学校を経て、1968年（昭和43年）東京大学工学部土木工学科を卒業し、日本工営に入社する。のちスタンフォード大学にて土木工学の修士号を取得する。日本工営ではインドネシア、マレーシア、フィリピンなどにおける水資源開発、防災事業にコンサルタントとして従事。2008年（平成20年）同社代表取締役社長を経て、2014年（平成26年）会長に就任した。
ほか、土木学会水工学委員会委員、コンサルタント委員会委員長、建設マネジメント委員会副委員長、論説委員会委員、理事、会長などを歴任。会長在任中、防災学術連携体代表幹事に就任し、平成28年熊本地震の緊急調査を指揮した。また、土木広報センターの設置、アジア土木学協会連合協議会への防災に関する新技術委員会の設置などに尽力した。2017年（平成29年）旭日中綬章を受章した。